# Atletika na Poletnih olimpijskih igrah 1960
Atletika na Poletnih olimpijskih igrah 1960. Tekmovanja so potekala v štiriindvajsetih disciplinah za moške  in desetih za ženske med 31. avgustom in 8. septembrom 1960 v Rimu, udeležilo se jih je 1016 atletov iz triinsedemdesetih držav.

## Dobitniki medalj
| Disciplina          | Zlato                                                                    | Srebro                                                                              | Bron                                                                                         |
| 100 m               | Armin Hary (EUA)                                                         | Dave Sime (USA)                                                                     | Peter Radford (GBR)                                                                          |
| 200 m               | Livio Berruti (ITA)                                                      | Lester Carney (USA)                                                                 | Abdoulaye Seye (FRA)                                                                         |
| 400 m               | Otis Davis (USA)                                                         | Carl Kaufmann (EUA)                                                                 | Malcolm Spence (RSA)                                                                         |
| 800 m               | Peter Snell (NZL)                                                        | Roger Moens (BEL)                                                                   | George Kerr (ZIF)                                                                            |
| 1500 m              | Herb Elliott (AUS)                                                       | Michel Jazy (FRA)                                                                   | István Rózsavölgyi (HUN)                                                                     |
| 5000 m              | Murray Halberg (NZL)                                                     | Hans Grodotzki (EUA)                                                                | Kazimierz Zimny (POL)                                                                        |
| 10000 m             | Pjotr Bolotnikov (URS)                                                   | Hans Grodotzki (EUA)                                                                | David Power (AUS)                                                                            |
| 110 m z ovirami     | Lee Calhoun (USA)                                                        | William May (USA)                                                                   | Hayes Jones (USA)                                                                            |
| 400 m z ovirami     | Glenn Davis (USA)                                                        | Clifton Cushman (USA)                                                               | Dick Howard (USA)                                                                            |
| 3000 m z ovirami    | Zdzisław Krzyszkowiak (POL)                                              | Nikolaj Sokolov (URS)                                                               | Semjon Ržiščin (URS)                                                                         |
| Štafeta 4 × 100 m   | Nemčija · Bernd Cullmann · Armin Hary · Walter Mahlendorf · Martin Lauer | Sovjetska zveza · Gusman Kosanov · Leonid Bartenev · Jurij Konovalov · Edvin Ozolin | Združeno kraljestvo · Peter Radford · David Jones · David Segal · Nick Whitehead             |
| Štafeta 4 × 400 m   | ZDA · Jack Yerman · Earl Young · Glenn Davis · Otis Davis                | Nemčija · Manfred Kinder · Joachim Reske · Johannes Kaiser · Carl Kaufmann          | Zahodnoindijska federacija · George Kerr · James Wedderburn · Keith Gardner · Malcolm Spence |
| Hitra hoja na 20 km | Vladimir Golubniči (URS)                                                 | Noel Freeman (AUS)                                                                  | Stan Vickers (GBR)                                                                           |
| Hitra hoja na 50 km | Don Thompson (GBR)                                                       | John Ljunggren (SWE)                                                                | Abdon Pamich (ITA)                                                                           |
| Marahon             | Abebe Bikila (ETH)                                                       | Rhadi Ben Abdesselam (MAR)                                                          | Barry Magee (NZL)                                                                            |
| Skok v daljino      | Ralph Boston (USA)                                                       | Irvin Roberson (USA)                                                                | Igor Ter-Ovanesjan (URS)                                                                     |
| Troskok             | Józef Szmidt (POL)                                                       | Vladimir Gorjajev (URS)                                                             | Vitold Krejer (URS)                                                                          |
| Skok v višino       | Robert Šavlakadze (URS)                                                  | Valerij Brumel (URS)                                                                | John Thomas (USA)                                                                            |
| Skok ob palici      | Don Bragg (USA)                                                          | Ron Morris (USA)                                                                    | Eeles Landström (FIN)                                                                        |
| Suvanje krogle      | Bill Nieder (USA)                                                        | Parry O'Brien (USA)                                                                 | Dallas Long (USA)                                                                            |
| Met diska           | Al Oerter (USA)                                                          | Rink Babka (USA)                                                                    | Dick Cochran (USA)                                                                           |
| Met kladiva         | Vasilij Rudenkov (URS)                                                   | Gyula Zsivótzky (HUN)                                                               | Tadeusz Rut (POL)                                                                            |
| Met kopja           | Viktor Cibulenko (URS)                                                   | Walter Krüger (EUA)                                                                 | Gergely Kulcsár (HUN)                                                                        |
| Deseteroboj         | Rafer Johnson (USA)                                                      | Jang Čuan-Kvang (ROC)                                                               | Vasilij Kuznecov (URS)                                                                       |

## Dobitnice medalj
| Disciplina        | Zlato                                                                  | Srebro                                                                    | Bron                                                                                   |
| 100 m             | Wilma Rudolph (USA)                                                    | Dorothy Hyman (GBR)                                                       | Giuseppina Leone (ITA)                                                                 |
| 200 m             | Wilma Rudolph (USA)                                                    | Jutta Heine (EUA)                                                         | Dorothy Hyman (GBR)                                                                    |
| 800 m             | Ljudmila Lisenko (URS)                                                 | Brenda Jones (AUS)                                                        | Ursula Donath (EUA)                                                                    |
| 80 m z ovirami    | Irina Press (URS)                                                      | Carole Quinton (GBR)                                                      | Gisela Köhler (EUA)                                                                    |
| Štafeta 4 × 100 m | ZDA · Martha Hudson · Lucinda Williams · Barbara Jones · Wilma Rudolph | Nemčija · Martha Langbein · Anni Biechl · Brunhilde Hendrix · Jutta Heine | Poljska · Teresa Wieczorek · Barbara Janiszewska · Celina Jesionowska · Halina Richter |
| Skok v daljino    | Vera Kolašnikova (URS)                                                 | Elżbieta Krzesińska (POL)                                                 | Hildrun Claus (EUA)                                                                    |
| Skok v višino     | Iolanda Balaş (ROU)                                                    | Jarosława Jóźwiakowska (POL) · Dorothy Shirley (GBR)                      |                                                                                        |
| Suvanje krogle    | Tamara Press (URS)                                                     | Johanna Lüttge (EUA)                                                      | Earlene Brown (USA)                                                                    |
| Met diska         | Nina Romaškova (URS)                                                   | Tamara Press (URS)                                                        | Lia Manoliu (ROU)                                                                      |
| Met kopja         | Elvīra Ozoliņa (URS)                                                   | Dana Zátopková (TCH)                                                      | Birutė Kalėdienė (URS)                                                                 |

## Medalje po državah
| Poz | Država                     | Zlato | Srebro | Bron | Skupaj |
| 1   | ZDA                        | 12    | 8      | 6    | 26     |
| 2   | Sovjetska zveza            | 11    | 5      | 5    | 21     |
| 3   | Nemčija                    | 2     | 8      | 3    | 13     |
| 4   | Poljska                    | 2     | 2      | 3    | 7      |
| 5   | Nova Zelandija             | 2     | 0      | 1    | 3      |
| 6   | Združeno kraljestvo        | 1     | 3      | 4    | 8      |
| 7   | Avstralija                 | 1     | 2      | 1    | 4      |
| 8   | Italija                    | 1     | 0      | 2    | 3      |
| 9   | Romunija                   | 1     | 0      | 1    | 2      |
| 10  | Etiopija                   | 1     | 0      | 0    | 1      |
| 11  | Madžarska                  | 0     | 1      | 2    | 3      |
| 12  | Francija                   | 0     | 1      | 1    | 2      |
| 13  | Belgija                    | 0     | 1      | 0    | 1      |
| 13  | Češkoslovaška              | 0     | 1      | 0    | 1      |
| 13  | Maroko                     | 0     | 1      | 0    | 1      |
| 13  | Republika Kitajska         | 0     | 1      | 0    | 1      |
| 13  | Švedska                    | 0     | 1      | 0    | 1      |
| 18  | Zahodnoindijska federacija | 0     | 0      | 2    | 2      |
| 19  | Finska                     | 0     | 0      | 1    | 1      |
| 19  | Južna Afrika               | 0     | 0      | 1    | 1      |